# Сергейсмирновит
Сергейсмирновит (англ. Sergeysmirnovite) — редкий минерал подгруппы гопеита (водный фосфат цинка). Встречается в Восточной Якутии в очень малых количествах, описан из Верхоянского улуса, Якутия в 2021 году.

## Описание
Имеет химическую формулу MgZn2(PO4)2⋅4H2O.

## История
Был назван в честь академика Сергея Сергеевича Смирнова (1895—1947) — исследователя минералогии рудных месторождений.